# منطقه حفاظت‌شده چاراویماق
منطقهٔ حفاظت‌شدهٔ چاراویماق یک منطقهٔ حفاظت‌شده با مساحت ۷۵۷۹۳ هکتار است که در استان آذربایجان شرقی در ایران قرار دارد. این منطقهٔ حفاظت‌شده طبق مصوبهٔ شمارهٔ ۷۸۵ در تاریخ ۹۹/۱۱/۰۶ در فهرست مناطق تحت حفاظت سازمان محیط زیست ایران قرار گرفت.